# Frați de sânge
Frați de sânge  (titlu original: The Lost Boys) este un film de groază american din 1987 regizat de Joel Schumacher. Rolurile principale au fost interpretate de actorii Jason Patric, Corey Haim, Kiefer Sutherland, Jami Gertz, Corey Feldman, Dianne Wiest, Edward Herrmann, Alex Winter, Jamison Newlander și Barnard Hughes. A primit Premiul Saturn pentru cel mai bun film de groază.
A avut două urmări, Lost Boys: The Tribe și Lost Boys: The Thirst.

## Distribuție
- Jason Patric - Michael Emerson
- Corey Haim - Sam Emerson
- Kiefer Sutherland - David
- Corey Feldman - Edgar Frog
- Jamison Newlander - Alan Frog
- Jami Gertz - Star
- Edward Herrmann - Max
- Barnard Hughes - Grandpa
- Dianne Wiest - Lucy Emerson
- Brooke McCarter - Paul
- Geoffrey Hendrix - Motorcycle Gang #1
- Billy Wirth - Dwayne
- Alex Winter - Marko (men. ca- Alexander Winter)
- Chance Michael Corbitt - Laddie
- Alexander Bacon Chapman - Greg
- Tyler Branstool - Carnival Ride Operator
- Nori Morgan - Shelly
- Kelly Jo Minter - Maria
- Christian Osbsorne - Drummer
- Tim Cappello - Saxophone Player
- Andrew Verity - Comic Store Kid